# Condado de Wasco
El condado de Wasco (en inglés: Wasco County) fundado en 1854 es uno de los 36 condados en el estado estadounidense de Oregón. En el 2000 el condado tenía una población de 23,791 habitantes en una densidad poblacional de 4 personas por km². La sede del condado es The Dalles.

## Geografía
Según la Oficina del Censo, el condado tiene un área total de 6,203 km² (2,4 mi²), de la cual 6,166 km² (2,4 mi²) es tierra y 36 km² (13,9 mi²) (0.60%) es agua.

### Condados adyacentes
- Condado de Klickitat, Washington (norte)
- Condado de Hood River (oeste)
- Condado de Clackamas (oeste)
- Condado de Marion (sureste)
- Condado de Jefferson (sur)
- Condado de Wheeler (sureste)
- Condado de Gilliam (este)
- Condado de Sherman (este)

## Demografía
Según el censo de 2000, habían 23,791 personas, 9,401 hogares y 21,376 familias residiendo en la localidad. La densidad de población era de 4 hab./km². Había 10,651 viviendas con una densidad media de 2 viviendas/km². El 86.58% de los habitantes eran blancos, el 0.30% afroamericanos, el 3.81% amerindios, el 0.80% asiáticos, el 0.50% isleños del Pacífico, el 5.65% de otras razas y el 2.36% pertenecía a dos o más razas. El 9.31% de la población eran hispanos o latinos de cualquier raza.
Los ingresos medios por hogar en la localidad eran de $35,959, y los ingresos medios por familia eran $42,412. Los hombres tenían unos ingresos medios de $36,051 frente a los $21,575 para las mujeres. La renta per cápita para el condado era de $17,195. Alrededor del 12.90% de la población estaban por debajo del umbral de pobreza.

## Localidades

### Ciudades incorporadas
- Antelope
- Dufur
- Maupin
- Mosier
- Shaniko
- The Dalles

### Áreas no incorporadas y lugares designados por el censo
| - Chenoweth - Fairbanks - Pine Grove - Pine Hollow - Rice | - Rowena - Seekseequa Junction - Tygh Valley - Wamic |

### Despoblados
- Boyd
- Friend